# Volt Bélgica
Volt Bélgica (em francês: Volt Belgique, em neerlandês: Volt België, em alemão: Volt Belgien) é um partido político belga, capítulo nacional do partido pan-europeu Volt Europa.
Foi a primeira secção nacional do Volt a participar em eleições, nas eleições locais belgas em Ixelles, Etterbeek, partilhando também a sua lista com o Partido Pirata local na Antuérpia. Durante as eleições europeias de 2019, o Volt participou através do colégio eleitoral da região de Flandres, recebendo 0,48% dos votos, o que não foi suficiente para ser eleito.